# Pódatejed
Pódatejed (szlovákul Povoda) község Szlovákiában, a Nagyszombati kerületben, a Dunaszerdahelyi járásban.

## Fekvése
Dunaszerdahelytől 3 km-re délkeletre fekszik. Pódafa, Lidértejed és Csenkeszfa településeket 1940-ben egyesítették.

## Története
Vályi András szerint „CSENKEFA. vagy Csenkeszfa. Magyar elegyes falu Poson Vármegyében, birtokosai több Nemes Urak, lakosai katolikusok, fekszik a’ Csalóközben, Podafa, és Hegy Ethe közt igen közel, Szerdahelytöl mintegy fél mértföldnyire, határja egy nyomásbéli, ’s tiszta búzát, és rozsot terem, erdője nintsen, réttye szűken, piatza Szerdahelyen, második Osztálybéli.”
„PODAFA. Magyar falu Poson Vármegyében, földes Urai több Urak, lakosai katolikusok, és reformátusok, fekszik Szerdahelyhez közel, mellynek filiája, Lidér Tejednek tövében, határja két nyomásbéli, réttye, erdeje nints, legelője kevés, piatza Szerdahelyen, és Somorján.”
„Lichtér Tejed. Magyar falu Pozsony Várm. földes Urai több Urak, lakosai katolikusok, fekszik Bodafához nem meszsze; határja 2 nyomásbéli, rozsot leginkább terem, erdeje nints, réttye, legelője kevés, piatza Szerdahelyen; e’ helységnek határjában némelly földek Apátúrföldgyének neveztetnek, a’ Benediktinusoké vólt, most camerális, és árendáltatnak.”
Fényes Elek szerint „Podafa, magyar falu, Poson vgyében, Szerdahelyhez 3 fertálynyira: 74 kath., 56 ref., 3 zsidó lak. F. u. számos nemesek. Ut. p. Somorja.”
„Csenkeszfa, magyar falu, Pozson vgyében,, Szerdahelytől egy kis 1/2 órai járásra, 109 kath., 12 zsidó lak. F. u. többen. Ut. p. Somorja.”
„Tejed, (Elő, Ledér, Ollé), 3 egymáshoz közel fekvő m. falu, Poson vmegyében, Szerdahely mellett. Az első 253 kath., 11 re., 64 zsidó; a második 202 kath., 11 zsidó. A harmadik 105 kath. lak. F. u. nemesek. Ut. p. Somorja.”
A trianoni békeszerződésig mindhárom település Pozsony vármegye Dunaszerdahelyi járásához tartozott.

## Közélete

### Polgármesterei
- 2006-2010: Csóka Sándor (független)
- 2010-2014: Csóka Sándor (független)
- 2014-2018: Csóka Sándor (független)
- 2018-2022: Csóka Sándor (független)
- 2022- : Csóka Sándor (független)

### A 2022-es önkormányzati választás eredménye[4]
| Jelölt neve   | Jelölő szervezetek | Szavazatok száma | Szavazatok aránya |
| ------------- | ------------------ | ---------------- | ----------------- |
| Csóka Sándor  | Független          | 377              | 64,77%            |
| Benovič Arpád | Független          | 205              | 35,22%            |

## Népessége
| Év:            | 1994. | 2004.   | 2014.    | 2024.   |
| -------------- | ----- | ------- | -------- | ------- |
| Emberek száma: | 724   | 788     | 901      | 968     |
| Eltérés:       |       | +8,83 % | +14,34 % | +7,43 % |

| Év:            | 2023. | 2024.   |
| -------------- | ----- | ------- |
| Emberek száma: | 994   | 968     |
| Eltérés:       |       | -2,61 % |

1910-ben Pódafának 205, Lidértejednek 285, Csenkeszfának 99, túlnyomórészt magyar anyanyelvű lakosa volt.
2001-ben Pódatejed 762 lakosából 599 magyar és 139 szlovák volt.
2011-ben Pódatejed 877 lakosából 637 magyar és 201 szlovák volt.
2021-ben 964 lakosából 736 (+14) magyar, 204 (+20) szlovák, 12 egyéb és 12 ismeretlen nemzetiségű volt.

## Neves személyek
- Lidértejeden született 1932-ben Vércse Miklós tanító, műfordító, helytörténész.

## Testvértelepülések
- Tápszentmiklós, Magyarország

## Külső hivatkozások
- Pódatejed hivatalos weboldala
- E-obce.sk Archiválva 2008. május 2-i dátummal a Wayback Machine-ben
- Községinfó
- Pódatejed Szlovákia térképén